# Tether
 (décembre 2019).
Le contenu est difficilement compréhensible vu les erreurs de traduction, qui sont peut-être dues à l'utilisation d'un logiciel de traduction automatique.
Tether (abrégé USDT) est une cryptomonnaie, de type stablecoin, émise par la société Tether Limited. 
Historiquement, la société affirmait que chaque coin était adossée à un dollar américain, mais depuis le 14 mars 2019, elle a modifié son adossement pour inclure les prêts aux entreprises affiliées,. En avril 2019, le procureur général de l'État de New York accuse la plateforme d'échange Bitfinex d'utiliser les Tether pour masquer l'absence de 850 millions de dollars depuis la mi-2018,. C'est pour ces différents points que le Tether est controversé.
Tether est perçu comme un stablecoin parce qu'il avait été conçu à l'origine pour toujours valoir 1,00 $, en conservant 1,00 $ de réserves pour chaque Tether émis. Néanmoins, Tether Limited déclare que les détenteurs de Tether n'ont aucun droit contractuel, aucun autre recours juridique, ni aucune garantie que les Tether seront échangés. Le 30 avril 2019, l'avocat de Tether Limited a affirmé que chaque tether n'était protégée qu'à hauteur de 0,74 $,.
Tether Limited et la crypto-monnaie Tether sont controversés en raison de l'incapacité de la société à fournir un audit montrant des réserves suffisantes,, en raison de son rôle présumé dans la manipulation du prix du bitcoin, en raison de sa relation floue avec la plateforme Bitfinex, et en raison de l'absence apparente de relations bancaires à long terme. David Gerard écrit dans le Wall Street Journal, que le Tether est en quelque sorte la banque centrale du crypto trading, pourtant ils ne se conduisent pas comme une institution financière responsable et sensée. Le prix de Tether, à cause de la perte de confiance des investisseurs dans le coin a baissé le 15 octobre 2018 à 0,90 $, son niveau le plus bas. Le 20 novembre 2018, Bloomberg signalait que des procureurs fédéraux américains enquêtaient sur l'utilisation du Tether pour manipuler le prix du Bitcoin. En 2019, Tether a dépassé Bitcoin en termes de volume de transactions avec un volume de transactions quotidien et mensuel supérieur à toute autre crypto-monnaie.

## Histoire
En janvier 2012 JR Willett décrit, dans un livre blanc, la possibilité de créer de nouvelles monnaies en plus du protocole Bitcoin. Willett contribue à implémenter cette idée dans la crypto-monnaie Mastercoin, à laquelle une Fondation Mastercoin est associée () pour promouvoir l'utilisation de cette nouvelle « deuxième couche »[réf. nécessaire]. Le protocole Mastercoin devient la base du Tether, et Brock Pierce, l'un des membres d'origine de la Fondation Mastercoin, devient un cofondateur de Tether. Un autre fondateur de Tether, Craig Sellars, était le directeur technique de la Mastercoin Foundation. 
L'ancêtre de Tether, appelé à l'origine « Realcoin », fut annoncé en juillet 2014 par les cofondateurs Brock Pierce, Reeve Collins et Craig Sellars en tant que startup basée à Santa Monica. Les premiers coins furent émis le 6 octobre 2014 sur la blockchain Bitcoin en utilisant le protocole Omni Layer. Le 20 novembre 2014, la direction de Tether, par la voix de Reeve Collins, annonce le nouveau nom du projet : Tether. La société annonce également qu'elle entre dans la version bêta privée, qui prend en charge un Tether + token pour trois monnaies : USTether (US +) pour les dollars américains, EuroTether (EU +) pour les euros et YenTether (JP +) pour le yen japonais. La société déclare : « Chaque Tether + jeton est garanti à 100 % par sa devise d'origine et peut être utilisé à tout moment sans risque de change ». Le site Web de la société indique qu'elle est basée à Hong Kong avec des bureaux en Suisse, sans donner de détails. 
En janvier 2015, Bitfinex, une plateforme de crypto-trading, intègre le Tether sur leur plate-forme. Alors que les représentants de Tether et de Bitfinex affirment que les deux sont séparés, les Paradise Papers dévoilent en novembre 2017 les responsables de Bitfinex, Philip Potter et Giancarlo Devasini, qui ont créé la Tether Holdings Limited dans les îles Vierges britanniques en 2014. Un porte-parole de Bitfinex et Tether a déclaré que le directeur général des deux entreprises était Jan Ludovicus van der Velde. Selon le site Web de Tether basé à Hong Kong, Tether Limited est une filiale à part entière de Tether Holdings Limited. Bitfinex est l'un des plus grandes plates-formes d'échanges de Bitcoin en volume dans le monde. 
Pendant un certain temps, Tether a traité des transactions en dollars américains par l’intermédiaire de banques taïwanaises qui, à leur tour, ont envoyé l’argent par l'intermédiaire de la banque Wells Fargo afin de permettre à ces fonds de sortir de Taïwan. Tether a annoncé que le 18 avril 2017, ces transferts internationaux avaient été bloqués. Bitfinex et Tether a engagé une action en justice contre Wells Fargo devant le tribunal fédéral du district nord de la Californie. Le procès a été retiré une semaine plus tard[réf. nécessaire]. En juin 2017, la fondation Omni et Charlie Lee ont annoncé que Tether serait bientôt publié sur la couche Omni de Litecoin. En septembre 2017, Tether a annoncé qu'elle lancerait de nouveaux jetons ERC-20 en dollars des États-Unis et en euros sur la blockchain Ethereum. Tether a confirmé par la suite que les jetons d'Ethereum avaient été émis. À l'heure actuelle, il existe au total quatre jetons d'attache distinctes : l'attache en dollars des États-Unis sur la couche Omni de Bitcoin, l'attache en euro sur la couche Omnium de Bitcoin, l'attache en dollars des États-Unis en tant que jeton de l'ERC-20 et l'euro en tant que jeton de l'ERC-20. 
De janvier 2017 à septembre 2018, l'encours des liens d'attache est passé d'environ 10 millions de dollars US à environ 2,8 milliards de dollars US. Au début de 2018, Tether représentait environ 10 % du volume des transactions de bitcoin, mais au cours de l'été 2018, il représentait jusqu'à 80 % du volume de bitcoin. Les recherches suggèrent qu'un système de manipulation de prix impliquant un câble d'attache représentait environ la moitié de la hausse des prix du bitcoin à la fin de 2017. Plus de 500 millions de dollars de Tether ont été émis en août 2018. 
Le 15 octobre 2018, le prix du Tether a brièvement chuté à 0,88 USD en raison du risque de crédit perçu, les traders de Bitfinex ayant échangé leurs Tether contre du Bitcoin, ce qui a entraîné une hausse du prix du Bitcoin. 
Tether Limited n'a jamais démontré la couverture complète qu'il revendique au travers d'un audit pourtant promis de sa réserve de change,.
En avril 2019, le procureur général de l'État de New York, Letitia James a intenté une action en justice accusant Bitfinex d'utiliser les réserves de Tether pour couvrir une perte de 850 millions de dollars. Bitfinex n'a pas réussi à obtenir une relation bancaire normale selon le procès. Elle a donc déposé plus d'un milliard de dollars auprès d'un processeur de paiement panaméen, Crypto Capital Corp. Les fonds auraient été confondus avec des dépôts de sociétés et de clients et aucun contrat n'a été signé avec Crypto Capital. James a affirmé qu'en 2018, Bitfinex et Tether savaient ou soupçonnaient que Crypto Capital s'était échappé avec l'argent, mais que leurs investisseurs n'avaient jamais été informés de la perte.  
Reggie Fowler, qui aurait des liens avec Crypto Capital, a été inculpé le 30 avril 2019 pour avoir dirigé une entreprise de transfert d'argent sans licence pour des opérateurs de monnaie virtuelle. Il aurait omis de restituer environ 850 millions de dollars à un client anonyme. Les enquêteurs ont également saisi 14 000 dollars de faux billets de son bureau.

## Manipulation présumée des prix
Les recherches menées par John M. Griffin et Amin Shams en 2018 suggèrent que les transactions associées à des augmentations de la quantité de Tether et le trading sur Bitfinex représentent environ la moitié de la hausse des prix du bitcoin à la fin de 2017,,.
Les journalistes de Bloomberg News ont voulu vérifier les accusations selon lesquelles le cours du Tether était manipulé sur la plateforme d'échange Kraken, et ont trouvé des preuves de la manipulation de ces prix. Les drapeaux rouges incluaient les petits ordres déplaçant le prix autant que les gros ordres, et « des ordres étrangement spécifiques - beaucoup allant jusqu'à cinq décimales, certains se répétant fréquemment ». Ces ordres de taille inhabituelle auraient peut-être été utilisés pour signaler des blanchiments de trades dans des programmes de trading automatisés, selon la professeure Rosa Abrantes-Metz de l'Université de New York et l'ancien examinateur des banques de la Réserve fédérale américaine, Mark Williams. 
Selon le site Web de Tether, Tether peut être nouvellement émis, par achat en dollars, ou racheté par des bourses et des entreprises qualifiées, à l'exclusion des clients situés aux États-Unis. Le journaliste Jon Evans a déclaré qu'il n'avait pas été en mesure de trouver des exemples vérifiables publiquement d'un achat de Tether, nouvellement émis ou d'un rachat au cours de l'année se terminant en août 2018.
J.L. van der Velde, PDG de Bitfinex et de Tether, a démenti les allégations de manipulation des prix : « Bitfinex ni Tether n'a jamais procédé à des manipulations de marché ou de prix. Les émissions de Tether ne peuvent pas être utilisées pour augmenter le prix du bitcoin ou de toute autre coin sur Bitfinex. »
Des assignations à comparaître de la Commission Commodity Futures trading ont été envoyées à Tether et à Bitfinex, le 6 décembre 2017. Friedman LLP, ancien auditeur de Tether, a également été assigné à comparaître. Noble, à son tour, a utilisé la Banque de New York Mellon Corporation en tant que dépositaire. Depuis octobre 2018, la banque Nobel s'est mise en vente et n'aurait plus de relations bancaires avec Tether, Bitfinex ou la Bank of New York Mellon. Bien que Bitfinex ne dispose pas des connexions bancaires nécessaires pour accepter les dépôts en dollars, la société a nié être insolvable. 
Tether a annoncé une nouvelle relation bancaire avec la banque Deltec, basée aux Bahamas, en novembre 2018, au travers d'une lettre, prétendument de Deltec, indiquant que Tether disposait de 1,8 milliard de dollars en dépôt auprès de la banque. Cette lettre comportait deux paragraphes et la signature illisible, sans le nom de l'auteur imprimé. Un porte-parole de Deltec a refusé de confirmer les informations contenues dans la lettre aux journalistes de Bloomberg. La lettre a toutefois été certifiée comme authentique par le directeur de Deltec, Jean Chalopin. 

## Recherche académique
Les recherches de Griffin et Shams ont révélé que les prix des bitcoins augmentaient après que Tether ait frappé de nouveaux USD₮ pendant les baisses de marché. Ils ont supposé qu'il s'agissait d'une tentative de manipulation du marché. Ces résultats ont été contestés par la bourse de crypto-monnaies Bitfinex qui a affirmé que les auteurs avaient sélectionné des données et ne disposaient pas d'un ensemble de données complet.

## Sécurité et liquidité
Tether affirme avoir l'intention de garder tous les dollars des États-Unis en réserve afin de pouvoir effectuer les retraits de ses clients sur demande, bien qu'elle n'ait pas été en mesure de répondre à toutes les demandes de retrait en 2017. Tether prétend rendre les avoirs en réserve transparents via un audit externe; cependant, de tels audits n'existent pas. En janvier 2018, Tether a annoncé qu'elle n'avait plus de relation avec son auditeur[réf. nécessaire]. Environ 31 millions de dollars de jetons USDT ont été volés à Tether en novembre 2017. Une analyse ultérieure de la blockchain Bitcoin a révélé un lien étroit entre le piratage Tether et le piratage de Bitstamp de janvier 2015[réf. nécessaire]. En réponse au vol, Tether a suspendu le trading, et a déclaré qu'il déploierait un nouveau logiciel pour mettre en œuvre une fork d'urgence afin de rendre tous les jetons identifiés par Tether comme volés inutilisables. Tether a déclaré qu'à compter du 19 décembre 2017, la société a réactivé ses services de portefeuille et commencé à traiter les arriérés de transactions en attente[réf. nécessaire].

## Questions autour des réserves en dollars
Un critique de la chaîne d'approvisionnement a soulevé des questions sur la relation entre Bitfinex et Tether,, accusant Bitfinex de créer « des câbles d'attache magiques à partir de rien ». En septembre 2017, Tether a publié un mémorandum d'un cabinet d'experts-comptables qui, selon Tether Limited, montrait que les câbles d'attache étaient entièrement financés par des dollars américains ; Toutefois, selon le New York Times, l'avocat indépendant Lewis Cohen a déclaré que le document, en raison de sa formulation prudente, ne prouve pas que les pièces du Tether sont garanties par des dollars. Les documents ne permettent pas non plus de vérifier si les soldes en question sont autrement affectés.". Le cabinet d'expertise comptable a spécifiquement déclaré que « Cette information est destinée uniquement à aider la direction de Tether Limited... et n'est pas destinée à être, et ne devrait pas être, utilisée ou invoquée par toute autre partie. » Tether a affirmé à plusieurs reprises qu'ils présenteraient des audits montrant que le montant des attaches en suspens est garanti individuellement par des dollars américains en dépôt. Ils ont échoué à le faire. Une tentative d'audit en juin 2018 a été publiée sur leur site Web ce même mois. Le cabinet d'avocats Freeh, Sporkin & Sullivan (FSS) a présenté un rapport qui semblait confirmer que les attaches émises étaient entièrement garanties en dollars. Toutefois, selon FSS, « FSS n’est pas un cabinet comptable et n’a pas procédé à l’examen et aux confirmations susmentionnés selon les principes comptables généralement reconnus » et à « La confirmation ci-dessus des soldes des comptes bancaires et des comptes liés ne doit pas être interprétée comme le résultat d’un audit conformément aux normes de vérification généralement reconnues ».
Stuart Hoegner, avocat général de Tether, a déclaré : « le résultat final est qu'un audit ne peut pas être obtenu. Les quatre grandes entreprises sont anathèmes à ce niveau de risque. Nous sommes partis pour ce que nous pensons être la prochaine meilleure chose. »
Au cours d'une enquête sur des manipulations de prix menée par la US Commodity Futures Trading Commission et le ministère de la Justice des États-Unis, Phil Potter, directeur de la stratégie de Bitfinex et dirigeant de Tether Limited, a quitté Bitfinex en 2018 . Selon Bloomberg, l'enquête se poursuivait le 20 novembre 2018 et se concentrait autour Tether et Bitfinex.